# Coniogramme longissima
Coniogramme longissima là một loài thực vật có mạch trong họ Adiantaceae. Loài này được Ching & H.S. Kung miêu tả khoa học đầu tiên năm 1981.